# Maccheroncini di Campofilone

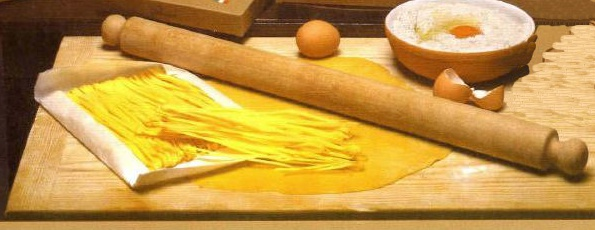
Maccheroncini di Campofilone freschi di produzione

I  Maccheroncini di Campofilone  sono una varietà di pasta all'uovo tipica della cucina italiana che ha ricevuto la denominazione IGP, esclusiva del territorio e della cittadina di Campofilone. La caratteristica sottigliezza della sfoglia (0,3-0,7 mm) e del taglio (da 0,8 a 1,2 mm) ne fa un prodotto unico per caratteristiche organolettiche.
Il disciplinare prevede l'utilizzo delle sole uova fresche nell'impasto, senza alcuna aggiunta di altri liquidi. La percentuale di uova utilizzate è del 33% nell'impasto (da sei a dieci per ogni chilogrammo) è nettamente superiore ai più comuni tipi di pasta all'uovo, tanto che la resa in porzioni servite è circa il doppio delle altre paste all'uovo: 250 grammi di pasta secca corrispondono a quattro porzioni. Inoltre, la sottigliezza permette un tempo di cottura pari ad un solo minuto nell’acqua bollente o anche direttamente nel condimento senza cottura in acqua
Importantissima per la produzione dei maccheroncini di Campofilone è la diga di Massignano, che permette di supplire alla carenza di acqua.

## Ingredienti
- Semola di grano duro o farina 00, non OGM
- uova fresche, da galline allevate a terra
- sale